# T48
T48 – amerykańskie lekkie działo samobieżne z okresu II wojny światowej, zbudowane na podwoziu półgąsienicowego transportera opancerzonego M3. Większość przekazano ZSRR, gdzie służyły pod oznaczeniem SU-57.

## Historia
Działo zostało opracowane w 1942 roku na wniosek mieszanej brytyjsko-amerykańskiej komisji uzbrojenia. Opracowano prototyp uzbrojony w 6-funtową armatę konstrukcji brytyjskiej, produkowaną w USA na licencji pod oznaczeniem M1. Armia amerykańska nie przyjęła pojazdu na swoje uzbrojenie. Ustalono jednak, że będzie on produkowany dla armii brytyjskiej.
W roku 1943 zakłady White Motor Company w Cleveland i Diamond T Motor Car Company w Chicago wyprodukowały 962 pojazdy. Z tego 680 wysłano do Wielkiej Brytanii. Nie znalazły tam szerszego zastosowania, gdyż uznano, że armata 57 mm jest nieodpowiednia do zwalczania ciężkich czołgów niemieckich. Część pojazdów, po wymontowaniu uzbrojenia, używano w armii brytyjskiej jako zwykłe transportery opancerzone.

## Służba
Większość pojazdów (650 sztuk) w oryginalnej postaci wysłano (w ramach umowy Lend-Lease) do ZSRR, gdzie przyjęto je do uzbrojenia Armii Radzieckiej pod oznaczeniem SU-57.
Działo SU-57 znalazło się na uzbrojeniu ludowego Wojska Polskiego. W marcu 1944 przybył transport 15 pojazdów, włączonych do 4. kompanii w składzie 1 Batalionu Rozpoznawczego. 7 czerwca 1944 roku z dział tych utworzono 7 Samodzielny Dywizjon Artylerii Samobieżnej. Liczył on 13 dział SU-57, w składzie trzech baterii. Sprzęt ten wykruszył się w walkach i z powodu awarii. Uzupełnień nie przysyłano, bo był on nietypowy. 10 maja 1945 roku pozostało w 7 sdas 5 dział tego typu.
Po wojnie, po rozformowaniu 7 sdas 13 listopada 1945 roku, zostały one przekazane do KBW. Według publikacji, z kilku zdemontowano działa i używano jako transportery opancerzone, m.in. podczas walk z oddziałami UPA w południowo-wschodniej Polsce. Wycofano je z uzbrojenia pod koniec lat 50.
Pojazdy następnie trafiły do łódzkiej wytwórni filmowej, gdzie statystowały w filmach udając niemieckie transportery opancerzone z okresu II wojny światowej. Działa SU-57 występowały między innymi w filmie Krajobraz po bitwie. Jeden, bez działa, został zniszczony w odcinku 5 serialu Czterej pancerni i pies . Mimo to, zachowały się w Polsce aż cztery SU-57 z oryginalnym uzbrojeniem, od lat 70. przekazywane do muzeów.

## Egzemplarze muzealne
- Muzeum Wojska Polskiego w Warszawie eksponuje pojazd noszący w czasie wojny nr 507. Pojazd trafił do Muzeum Wojska Polskiego w 1973 roku. Jego numer ewidencyjny to 4021003 a numer silnika to 160AX 2359[6]. W 2010 roku firma B+S IMPORT-EKSPORT wykonała remont kapitalny SU-57 na zlecenie Muzeum Wojska Polskiego[7].
- Muzeum Oręża Polskiego w Kołobrzegu eksponuje pojazd noszący w czasie wojny nr 505. Pojazd trafił do muzeum z Łódzkiej Wytwórni Filmów Fabularnych w 1975 roku. W latach 2008–2009 pojazd został poddany kapitalnemu remontowi w gostyńskim przedsiębiorstwie Handmet Sp. J[8].
- dwa SU-57 znajdują się w prywatnej kolekcji w Gostyniu (jeden w 2011 roku znajdował się w trakcie renowacji)[5].
- dwa SU-57 eksponowane są w Rosji: w Muzeum Zwycięstwa w Moskwie i Muzeum Czołgów w Kubince[5].
- jeden T48 znajduje się w USA[5].
- jeden T48 z niekompletnym układem gąsienicowym znajduje się w Indiach w muzeum w Ahmednagarze[5].